# Relações entre Grécia e Turquia
As relações entre Grécia e Turquia são as relações diplomáticas estabelecidas entre a República Helênica e a República da Turquia. Ambos são vizinhos, com uma extensão de 206 km na fronteira entre os dois países. A Grécia possui uma embaixada em Ancara, e três consulados-gerais em Istanbul, İzmir e Edirne. A Turquia possui uma embaixada em Atenas, e três consulados-gerais em Salonica, Comotini e Rodes.
Estas relações foram marcadas por períodos alternados de hostilidade mútua e reconciliação desde que a Grécia conquistou sua independência do Império Otomano em 1832. Desde então, os dois países enfrentaram-se em quatro grandes guerras: na Guerra Greco-Turca (1897), na Primeira Guerra Balcânica (1912-1913), na Primeira Guerra Mundial (1914-1918) e finalmente na Guerra Greco-Turca (1919-1922). Esta última foi seguida pela troca de populações greco-turcas e por um período de relações amistosas nas décadas de 1930 e 1940. Ambos os países entraram na OTAN em 1952. As relações deterioraram-se novamente na década de 1950 devido à questão de Chipre, ao pogrom de Istambul de 1955 e a expulsão dos gregos de Istambul na década de 1960, a invasão turca de Chipre em 1974 e as subsequentes confrontações militares sobre a disputa egeia. Um período de relativa normalização começou depois de 1999 com a chamada "diplomacia do terremoto", o que levaria a uma mudança na posição anteriormente negativa do governo grego relativamente à questão da adesão da Turquia à União Europeia.